# Marie Jaëll
Marie Jaëll, nata Marie Trautmann (Steinseltz, 17 agosto 1846 – Parigi, 4 febbraio 1925), è stata una pianista, compositrice e pedagoga francese.
È ricordata per essere stata la prima donna ad essere ammessa come membro attivo della  Société des Compositeurs de Paris. Si può inquadrare come personalità tipicamente "alsaziana" e "europea occidentale".

## Biografia
Bambina prodigio, Maria Trautmann beneficiò di una formazione musicale dapprima in Germania e in seguito al Conservatorio di Parigi dove conseguì il primo premio nel 1862. Fu allieva di Franz Liszt. 
Nel 1866 si sposò con Alfred Jaëll (1832-1882), pianista virtuoso di fama europea, che morì lasciandola vedova quando Marie aveva 35 anni.
Virtuosa pianista, compositrice riconosciuta e apprezzata, Marie Jaëll si dedicò all'insegnamento (ebbe fra i suoi allievi Albert Schweitzer) e anche in modo originale allo studio della tecnica pianistica: si dedicò infatti a un'analisi molto dettagliata del senso del tatto, sfruttando gli strumenti forniti dalle scienze neuro-psicologiche che al momento si stavano sviluppando. Avvalendosi della collaborazione del dottor Charles Féré e lavorando presso il suo laboratorio di fisiologia all'ospedale di Bicêtre di Parigi portò avanti ricerche sul potenziale fisico della mano umana, accentuando la relazione fra le facoltà mentali e delle abilità uditive e visive del musicista. Propose un metodo per lo studio del pianoforte, ancora praticato: Le toucher. Enseignement du piano basé sur la physiologie ("Il tatto. Insegnamento del pianoforte basato sulla fisiologia", 1899).

## Opere
- 1871 - 1879
  - Beethoven's Marcia alla Turca des Ruines d'Athènes, in collaborazione Alfred Jaëll
  - Deux méditations pour le piano (dedicato a Monsieur Théodore Hoffmann - Mérian).
  - Album per piano dedicato a suo marito.
  - Impromptu per piano.
  - Sei piccoli pezzi per piano (dedicati a Marie-Claire)
  - Sonate per piano (dedicate a Franz Liszt)
  - Bagatelles pour piano (dedicate a Monsieur Henri Herz)
  - La Babillarde, Allegro
  - Psaume LXV
  - Valses pour piano à quatre mains, op. 8
  - Quatuor à cordes
  - Quatuor en sol mineur, pour piano, violon, alto, violoncelle (2 versioni)
  - Johannes Brahms « Ein deutsches Requiem » opus 45. Versione francese di Mme Marie Jaëll-Trautmann.
  - Fantaisie sur Don Juan pour 2 pianos (dalla corrispondenza con Franz Liszt)
  - Concerto 1 en ré mineur pour piano et orchestre (dedicato a Camille Saint-Saëns)
  - Götterlieder per orchestra e canto
  - Harmonies imitatives pour piano (dedicate a Monsieur Albert Périlhou)
  - Runéa, opera in 3 atti
  - Lieder (5) für eine Singstimme mit Begleitung des Pianoforte (dedicate a Madame Louise Ott)
  - Bärenlieder / La Légende des Ours, six chants humoristiques
  - Ossiane, poema sinfonico
- 1880 -1889
  - Am Grabe eines Kindes/Au tombeau d'un enfant. Per coro e orchestra (creata in seguito alla morte di uno dei figli di Camille Saint-Saëns)
  - Concerto 1 en ré mineur, riedizione per due pianoforti
  - Quatre mélodies pour chant avec accompagnement de piano (dedicate alla moglie di Alfred Ott)
  - Fantasia per violino e piano
  - Romance per violino e piano (dedicata a Monsieur Marsick)
  - Sonata per piano e violoncello (dedicata a Ernest Reyer)
  - Sonata per violino (dedicata a Madame Thérèse Parmentier)
  - Trio, Dans un rêve, piano, violon et violoncelle.
  - Trio, piano, violon et violoncelle.
  - En route, composizione per orchestra.
  - Concerto pour violoncelle (dedicato a Jules Delsart)
  - Six esquisses romantiques pour le piano (pubblicati come Six préludes pour piano)
  - fin de la troisième Mephisto, walzer per piano di Franz Liszt
  - Concerto 2 en ut mineur pour piano et orchestre (dedicato a Eugen d’Albert)
  - Sphinx, piano (dedicato a Camille Saint-Saëns)
  - Friede mit euch, melodia
  - Voix du printemps : Sur la grand'route, composizione per orchestra.
  - Voix du printemps pour piano à quatre mains (dedicata a Madame Aline Laloy)
  - Voix du printemps, idillio per orchestra
  - Adagio per alto e piano
  - Ballade (dedicata a Monsieur Adolphe Samuel)
  - Prisme. Problèmes en musique, per piano (dedicato a Camille Saint-Saëns)
  - Valses mélancoliques pour piano (dedicati a Mademoiselle Marie Rothan)
  - Valses mignonnes pour piano (dedicati alla moglie del visconte Emmanuel d'Harcourt)
  - Promenade matinale : esquisses pour piano (dedicata a Melle Lucie Wassermann)

- 1890 - 1899
  - Second piano pour les Vingt pièces pour le piano, op. 58 di Benjamin Godard
  - La Mer, poesie di Jean Richepin
  - Les Orientales, poesie di Victor Hugo (dedicate a Madame Ch. Lamoureux (Brunet-Lafleur).
  - Les Beaux jours, piano.
  - Les Jours pluvieux, piano (e parzialmente, orchestra)
  - Paraphrase sur la lyre et la harpe pour piano
  - Pezzi per piano: I Ce qu'on entend dans l'Enfer. II Ce qu'on entend dans le Purgatoire. III Ce qu'on entend dans le Paradis.
  - Chanson berçante (dedicato a Suzanne Villemin), in Le Toucher (vol. 2)
  - Conte de fée (dedicato a Marie-Anne Pottecher), in Le Toucher (vol. 2)
  - Les Chasseurs (dedicato a Madoul Kiener), in Le Toucher (vol. 2)
  - Petite valse chantante (dedicato a Madeleine Villemin), in Le Toucher (vol. 2)
  - Petits lutins (dedicato a Marthe Fauconnier), in Le Toucher (vol. 2)
  - Papillons gris (per Lisbeth Escherich), in Le Toucher (vol. 2)
  - Les Cloches lointaines, in Le Toucher (vol. 3)
  - Pauvre mendiante, in Le Toucher (vol. 3)
  - Supplication, in Le Toucher (vol. 3)
  - Sept pièces faciles pour piano

- 1917
  - Harmonies d'Alsace pour petit orchestre